# Schloss Laufenthal

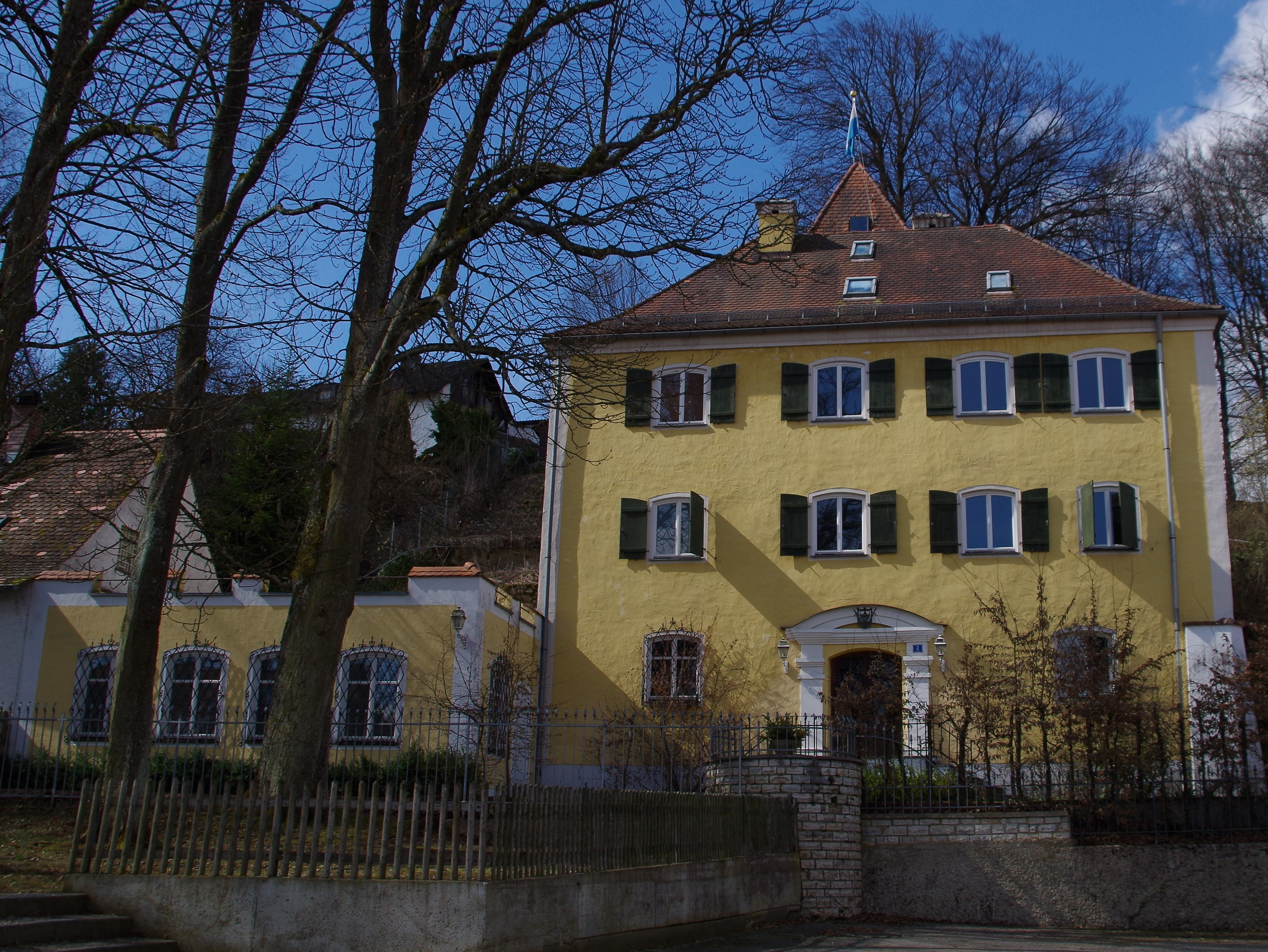
Schloss Laufenthal

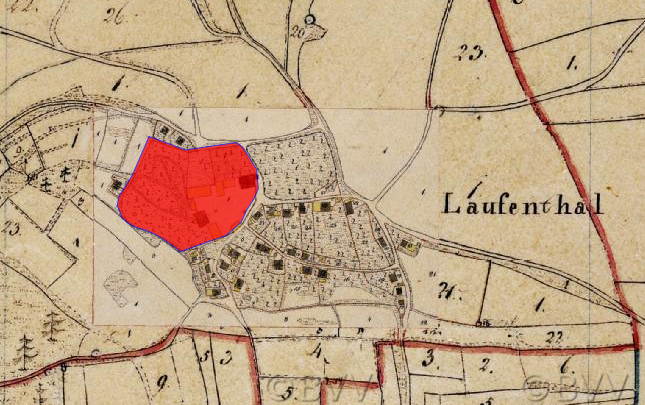
Lageplan von Schloss Laufenthal auf dem Urkataster von Bayern

Das Schloss Laufenthal ist ein denkmalgeschütztes Gebäude am Schlossberg 2 im Ortsteil Laufenthal der Stadt Hemau im Landkreis Regensburg (Bayern). Die Anlage ist unter der AktennummerD-3-75-148-80 als denkmalgeschütztes Baudenkmal von Laufenthal verzeichnet. Ebenso wird sie als Bodendenkmal unter der Aktennummer D-3-6936-0033 im Bayernatlas als „archäologische Befunde im Bereich des ehem. Schlosses sowie der Kath. Filialkirche und ehem. Schlosskapelle St. Ottilia in Laufenthal, darunter die Spuren einer mittelalterlichen Burganlage“ geführt.

## Geschichte
Die ehemalige Hofmark wurde Anfang des 12. Jahrhunderts von den Herren von Laufenthal erbaut. Erstmals erwähnt wurde sie im 12. Jahrhundert als Ministerialensitz des Bamberger Klosters Prüfening. Im 12. Jahrhundert zeugt hier ein Otnant de Lofental. Unter Bischof Otto  erscheint auch ein iunior Otnant de Cochertal, vermutlich ein Sohn des Otnant von Laufenthal. 1223 werden ein Gotfridus und ein Rudigerus de Luffental in einer Urkunde des Klosters St. Emmeram als Verwandte des Heinrich von Schönhofen genannt. Im 13. Jahrhundert scheinen die Ministerialen zu Laufenthal in einem Abhängigkeitsverhältnis zu den Herren von Laber gestanden zu haben. So zeugt 1252 ein Gotfried von Laufenthal in einer Urkunde Hadamars I. von Laber, als dieser an das Kloster Pielenhofen Güter zu Münchsreut überträgt. Dann ist erst wieder 1381 als Bürge des Klosters Prüfening ein Heinrich der Hausner zu Laufenthal angeführt. 1416 erscheint Hans der Schönhofer als Inhaber des Sitzes. Nach dessen Tod wurde Laufenthal an seinen Schwiegersohn Hans Leitgeb zu Hemau verliehen. 1487 wird in der Landtafel des Herzogtums Bayern-München Jörg Leitgeb zu Laufenthal genannt. Im gleichen Jahr wechselt die Hofmark an Jörg Frankengrüner. 1545 werden hier die Brüder Sebastian und Haug Frankengrüner genannt. Diese dürften die Hofmark im gleichen Jahr an Gabriel Hechner verkauft haben.
Weitere frühere Besitzer waren: Hans Birckner, genannt Guetenecker (1557–1562), Balthasar Schmidter (1574), Hans Brauch (1574–1586), Paulus Meusinger (1588), Georg Meusinger (1598), Bartlme Häritsch (1606–1613), Simon von Labrique (1622), Marquart Prim von Labrique (1658), Peter Wilhelm von Dalem (1680), Balthasar von Geyer (1712), von Geyer (1742), Johann Nepomuk von Geyer (1775) und von Geyer (1801).

## Baubeschreibung
1698 erfolgte ein Neubau des Schlosses. Nach 1960 wurde das Schloss modernisiert. Heute befindet es sich in Privatbesitz.
Das Schloss ist ein dreigeschossiger barocker Walmdachbau mit viergeschossigem Turm mit Zeltdach und Anbau mit Altane aus dem 18. Jahrhundert. Die jetzige katholische Filialkirche, ein spätromanischer, im 17. Jahrhundert umgebauter Saalbau mit Ostturm und Zwiebelhaube mit Hochaltar von 1692, stellt die ehemalige Schlosskapelle St. Ottilia dar.